# Lasta
 Ovo je glavno značenje pojma Lasta. Za druga značenja pogledajte lastavica.
Lasta (Geez: ላስታ) je povijesna pokrajina i kraljevstvo na sjeveru Etiopije, poznata je po Lalibeli nekoć glavnom gradu Etiopskog Carstva za Dinastije Zagaj.
Lasta je prvi put spomenuta u pisanim izvorima u 14. stoljeću, iako je očito da je bila naseljena daleko prije toga. Češki franjevac Remedius Prutky boravio je u Lasti u 18. stoljeću, po njemu je Lasta bila jedna od 22 pokrajine u Etiopiji, koje su bile podložne caru. 
No Lasta je po njemu bila jedna od šest pokrajina za koje je on držao da su uistinu velike i zaslužuju naziv kraljevstvo. Lasta je na zapadu graničila s pokrajinom Bedžemder, a na sjeveru s pokrajinom Vag.